# Vénétoclax

Formule topologique du vénétoclax

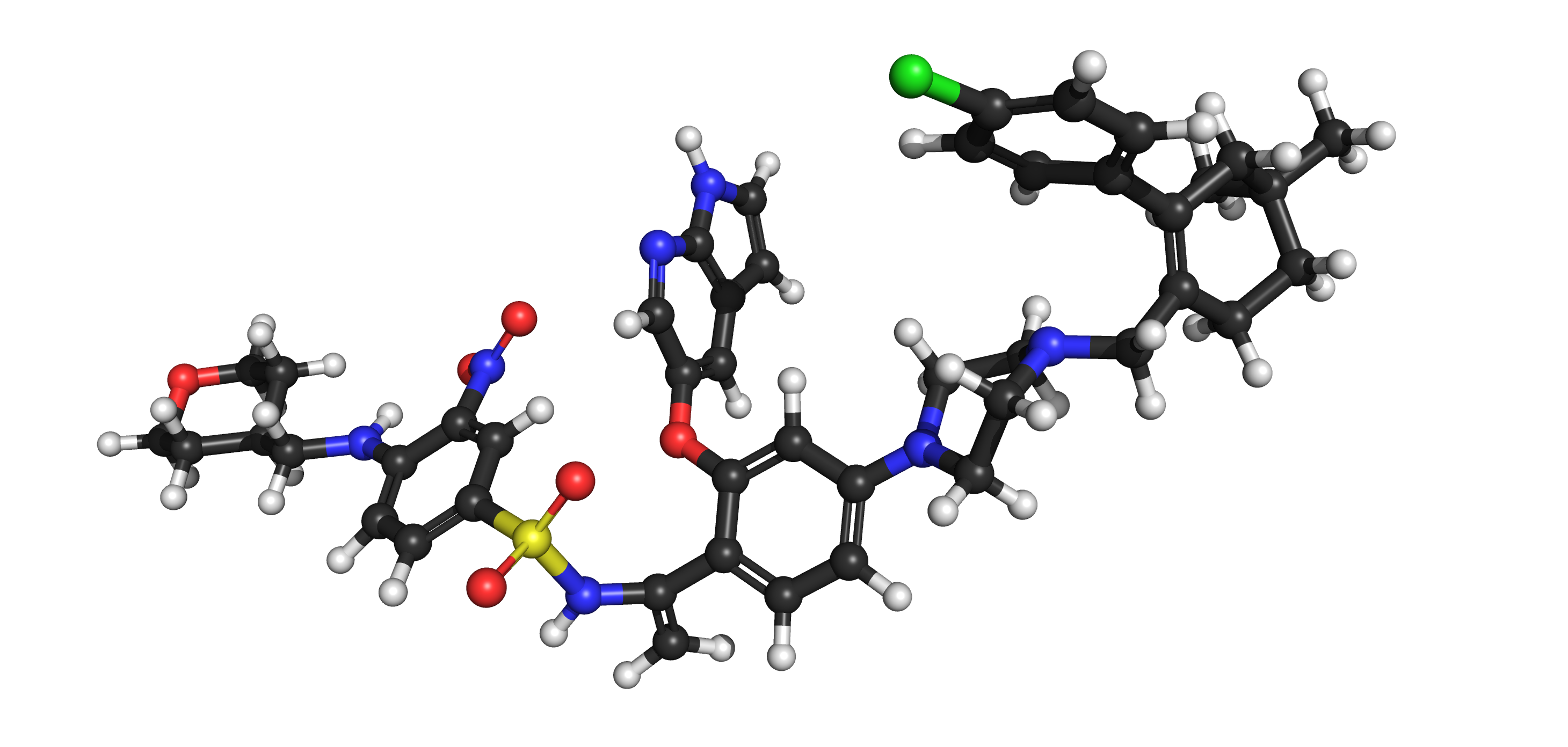
Représentation en 3D d'une molécule de vénétoclax.

Le vénétoclax est un médicament inhibiteur du Bcl-2 testé dans le traitement de certaines leucémies.

## Efficacité
Dans la leucémie lymphoïde chronique en rechute, le taux de réponse atteint près de 80%, avec une quasi-disparition des cellules leucémiques dans un tiers des cas. Il peut être utilisé en combinaison avec le rituximab ou avec l'ibrutinib dans les formes réfractaires. 
Dans le lymphome du manteau et en association avec l'ibrutinib, il permet une amélioration de son évolution.
Il pourrait être une option de traitement dans une forme rare de cancer : la leucémie dérivée des cellules dendritiques plasmocytoïdes.

Dans la leucémie myéloïde aiguë (LAM) chez des personnes âgées, cette leucémie a un très mauvais pronostic, même quand on met en œuvre des médicaments inhibiteurs de la méthyltransférase de l'ADN (décitabine, azacitidine). Dans une étude qui a enrôlé 431 malades de plus de 75 ans, le groupe qui a reçu une association azacitidine/vénétoclax a vu apparaître des rémissions complètes  deux fois plus souvent dans le groupe traité par l'association que dans le groupe traité par l'azacitidine seule.